# Forêt nationale de Green Mountain
La forêt nationale de Green Mountain (anglais : Green Mountain National Forest), aussi connue sous le nom de la forêt nationale des Montagnes-Vertes, est une forêt fédérale protégée située dans le Vermont, aux États-Unis.
Elle s'étend sur une surface de 1 608,21 km2 et a été créée en 1932.  Elle recouvre en partie les montagnes Vertes, d'où elle tire son nom.

## Géographie

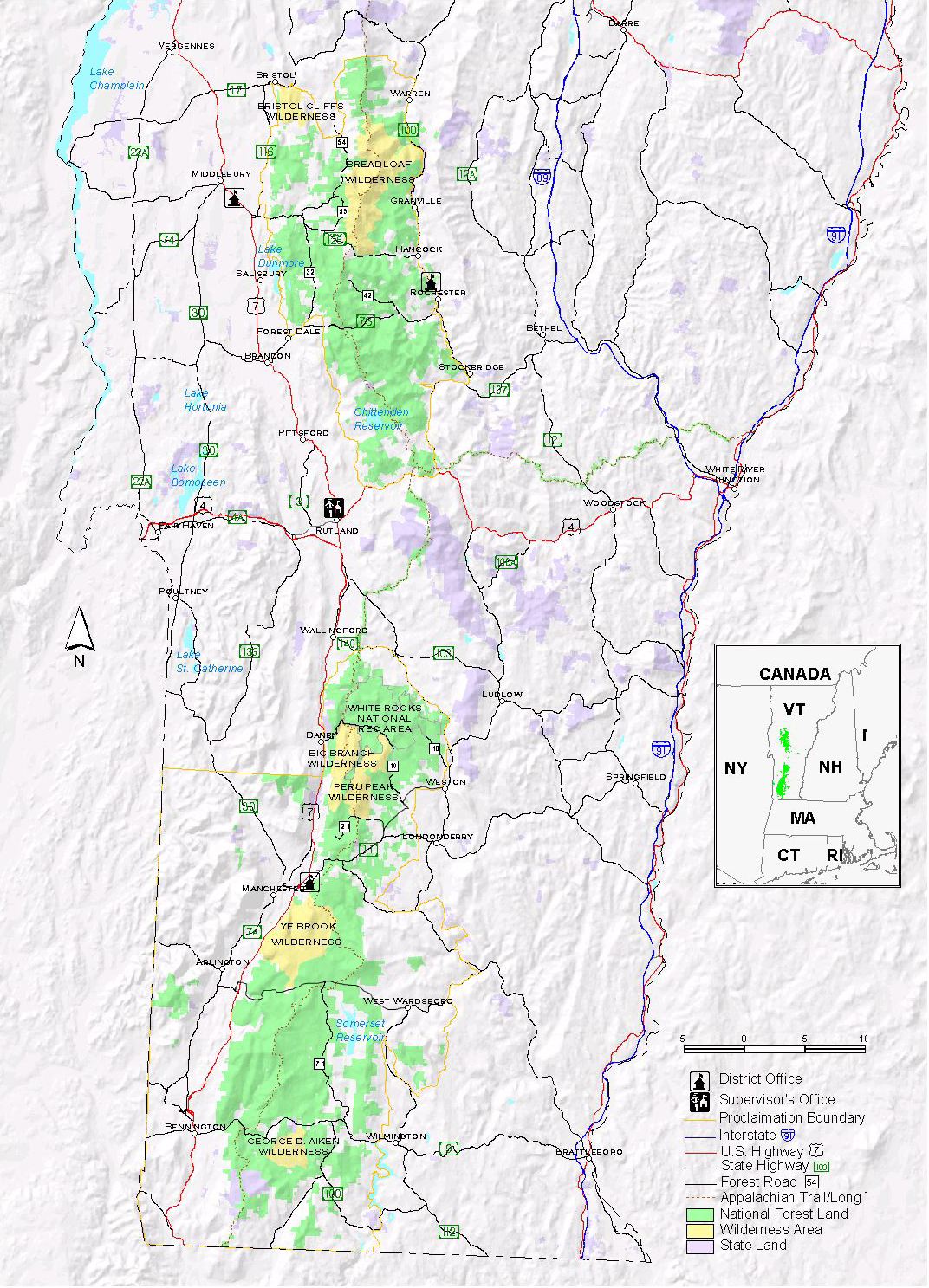
Carte de la forêt nationale de Green Mountain.

La forêt de 1 603,4 km2 couvre un territoire à l'ouest du Vermont. Elle est comprise dans les comtés de Bennington, de Addison, de Rutland, de Windham, de Windsor et de Washington.
La forêt comprend deux aires nationales de récréation, soit Moosalamoo (64,17 km2) et Robert T. Stafford White Rocks (147,31 km2), tous deux gérées par le Service des forêts des États-Unis. Il y a aussi 8 aires sauvages dans la forêt, soit les aires sauvages de Lye Brook (71,70 km2), le Bristol Cliffs (15,27 km2), George D. Aiken (20,48 km2), de Big Branch (27,39 km2), de Peru Peak (31,05 km2), de Breadloaf (102,13 km2), de Glastenbury (90,75 km2) et Joseph Battell (49,91 km2).